# 卡利尼夫卡區

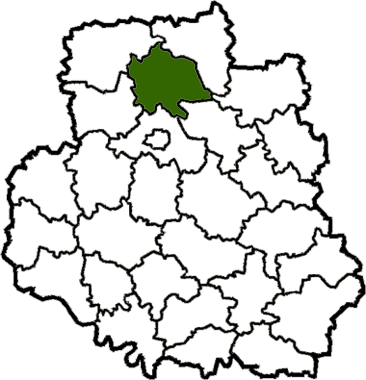

卡利尼夫卡區（烏克蘭語：Калинівський район）是位於烏克蘭西南部文尼察州的舊區，首府設於卡利尼夫卡，並於2020年被撤銷。該區面積1,090平方公里，2013年人口59,403，人口密度每平方公里54.5人。
49°26′50″N 28°31′23″E / 49.44722°N 28.52306°E